# Gmina Łozowo
Gmina Łozowo (mac. Општина Лозово) – gmina w środkowej Macedonii Północnej.
Graniczy z gminami: Sweti Nikołe od północy, Wełes od zachodu, Gradsko od południa oraz Sztip od wschodu.
Skład etniczny:
- 86,47% - Macedończycy
- 5,49% - Turcy
- 4,27% - Arumuni
- 1,22% - Albańczycy
- 2,55% - pozostali

W skład gminy wchodzi:
- 11 wsi: Adżibegowo, Adżimatowo, Bekirlija, Dorfulija, Dźuzemełci, Karatmanowo, Kiszino, Ćosełari, Łozowo, Milino, Saramzalino.